# ネゲヴ・ベン＝グリオン大学
ネゲヴ・ベン・グリオン大学（Ben-Gurion University of the Negev）は、イスラエル南部地区のベエルシェバに拠点を置く国立大学である。

## 歴史

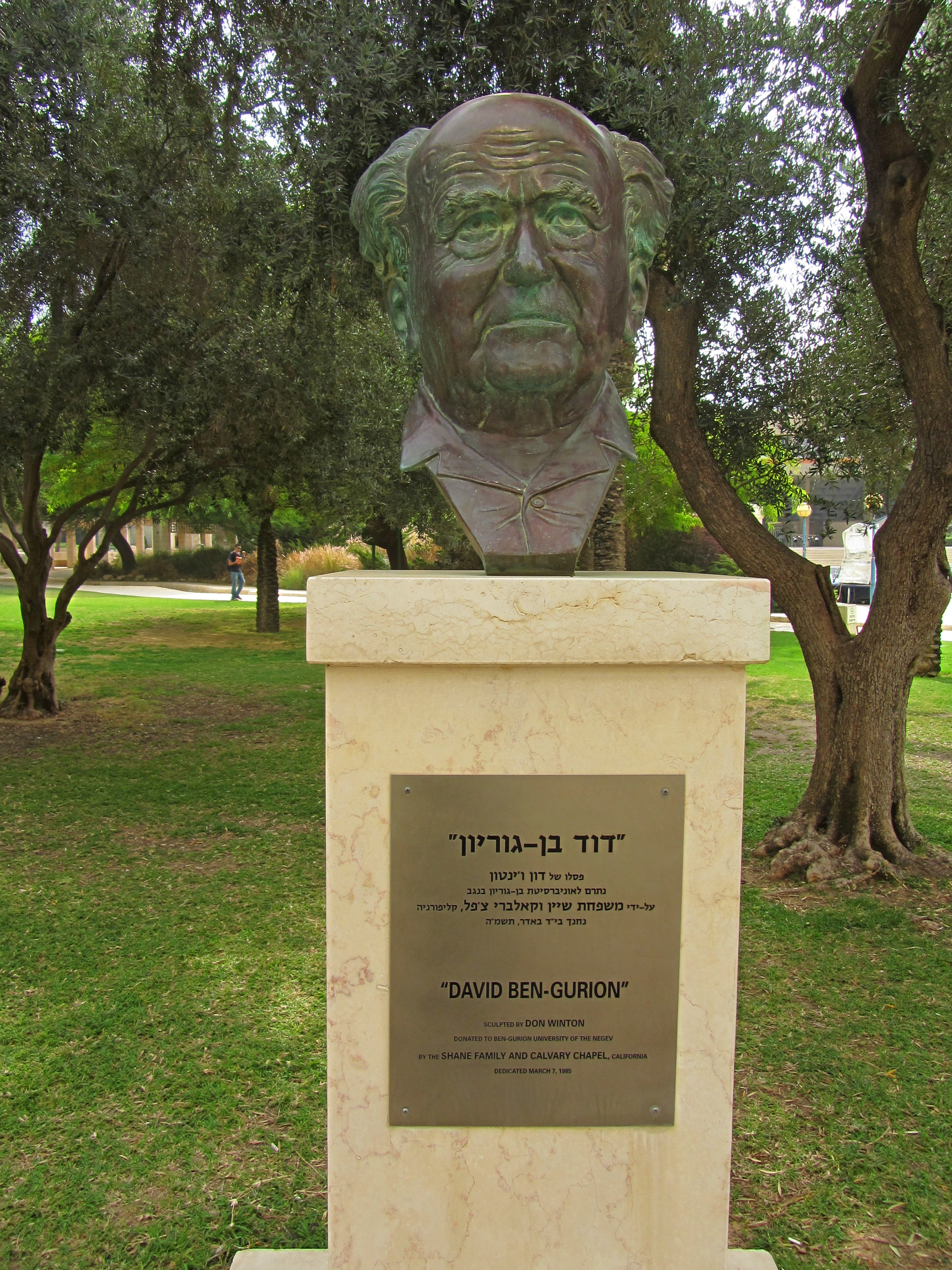
キャンパス内のダヴィド・ベン＝グリオンの胸像

ネゲヴ・ベン・グリオン大学は、1969年にネゲヴ大学（University of the Negev）としてベエルシェバに設立された。設立の主な目的は、イスラエルの国土の約6割以上を占めるネゲヴ砂漠地域の開発であった。イスラエル建国の立役者であり、初代首相を勤めたダヴィド・ベン・グリオンが1973年に亡くなった後、ネゲヴ大学はネゲヴ・ベン・グリオン大学と改名された。背景として、ダヴィド・ベン＝グリオンがこの地をイスラエルの将来の為の重要な場所であると考えていたことに由来している。
現在のネゲヴ・ベン＝グリオン大学には総計で約2万人近くの学生が在籍し、様々な分野での研究を行っている。近年では、ネゲヴ・ベングリオン大学近くにイスラエル国防軍の特殊情報部隊を置き、在籍する要員をベングリオン大学で学ばせ、また大学の近くに学研都市を構築し、大学・軍・産業が共同で防衛やセキュリティ分野での研究開発を進める体制が構築されている。

## キャンパス

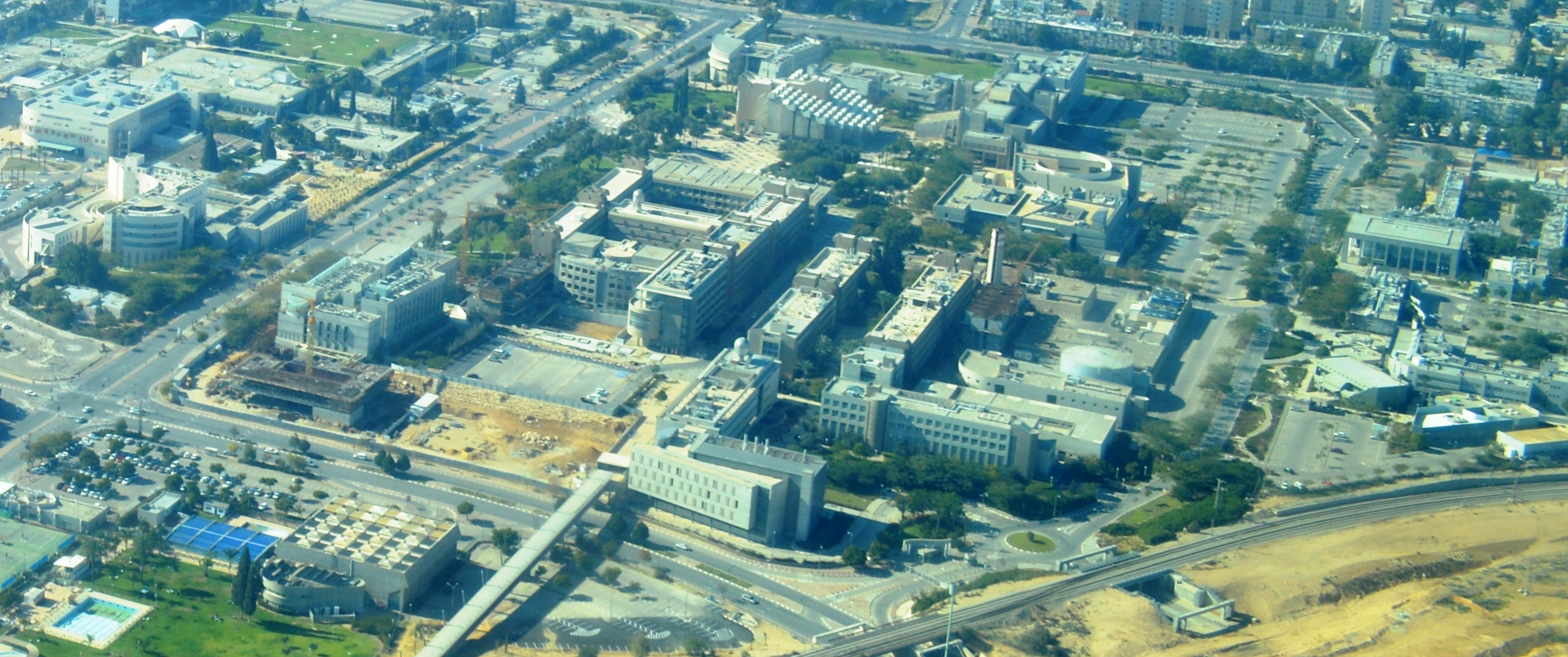
ネゲヴ・ベン＝グリオン大学 ベエルシェバのキャンパス

ネゲヴ・ベン・グリオン大学は5つのキャンパスを持っている。本拠地であるベエルシェバに3箇所（Marcus Family Campus、David Bergmann Campus、David Tuviyahu Campus）、ネゲブ砂漠に位置するキブツ（ベングリオンが晩年を過ごし、死後埋葬されているSde Boker）に1箇所、北部のエイラートに1箇所となっている。

## 学部

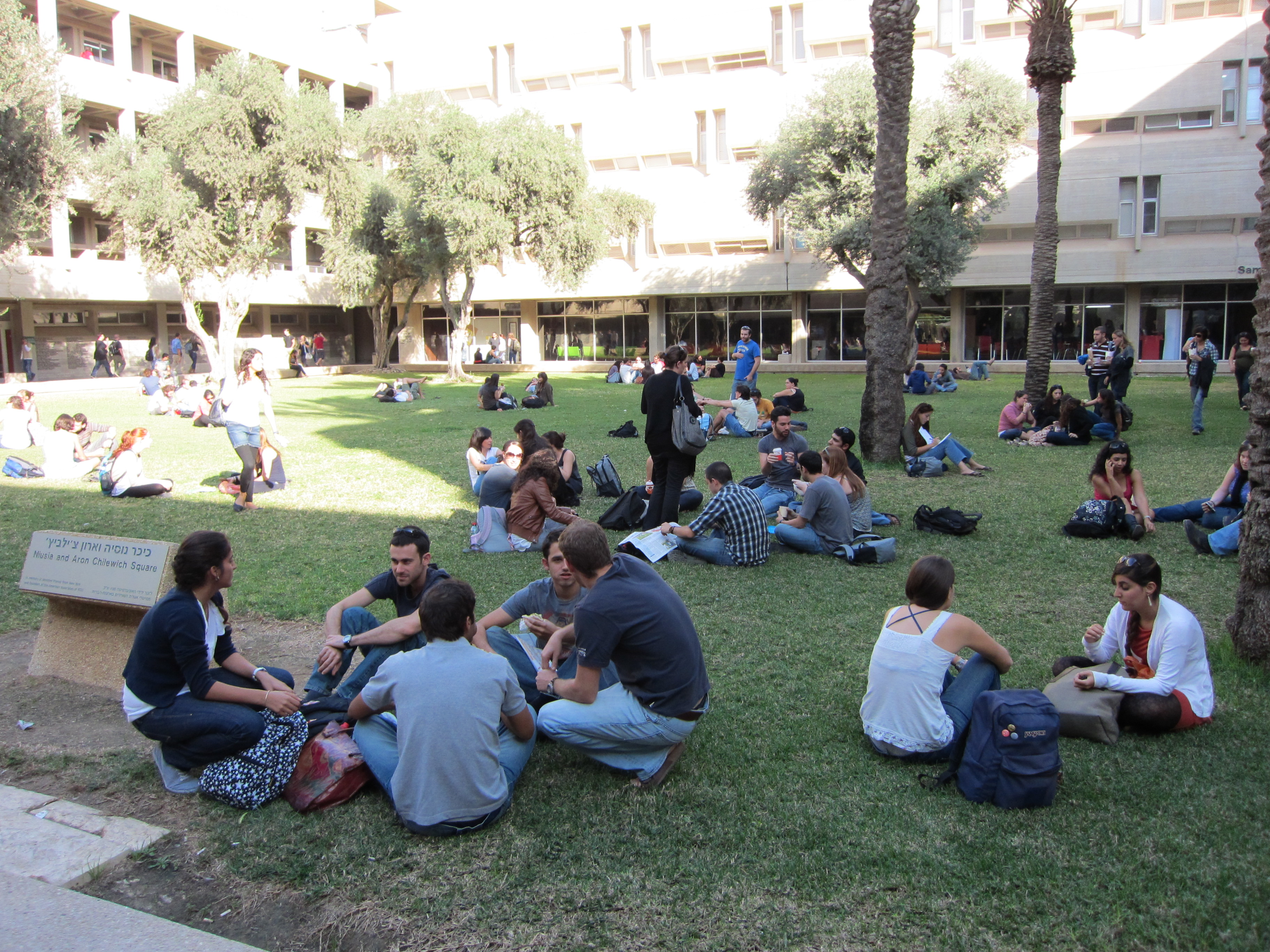
キャンパス内の様子

ネゲヴ・ベン＝グリオン大学には以下の5つの学部がある。
- 基礎工学部（Faculty of Engineering Sciences）
- 健康科学部（Faculty of Health Sciences）
- 自然科学部（Faculty of Natural Sciences）
- 人文社会科学部（Faculty of Humanities and Social Sciences）
- ギルフォード・グレイザー[2] 経営学部（Guilford Glazer Faculty of Business and Management）

## 付属学校
ネゲヴ・ベン＝グリオン大学には以下の6つの付属学校がある。
- The Kreitman School of Advanced Graduate Studies
- The Joyce and Irving Goldman Medical School
- The Leon and Mathilde Recanati School for Community Health Professions
- The School of Pharmacy
- The School for Medical Laboratory Sciences
- The School of Continuing Medical Education

## 著名な教職員
- Category:ネゲヴ・ベン＝グリオン大学の教員を参照。

## 著名な卒業生
- シルバン・シャローム - 政治家。閣僚経験者。
- シェリー・ヤヒモビッチ - 政治家。労働党党首。
- モルデハイ・ヴァヌヌ - 元核兵器開発技術者。
- アナスタシア・グルシュコフ - スポーツ選手（アーティスティックスイミング、オリンピック出場）。